# The Bad Sister
The Bad Sister is een film uit 1931 onder regie van Hobart Henley. De film is gebaseerd op het boek The Flirt van Booth Tarkington en is een versie van twee stomme films, beide met de titel The Flirt, uit 1916 en 1922.
De film is het debuut van actrice Bette Davis.

## Verhaal
Marianne Madison is een naïef dorpsmeisje van rijke afkomst die verveeld is met het leven. Ze wordt verliefd op een ex-gevangene die enkel uit is op haar geld. Hij maakt een plan om Madisons vader op te lichten. Wanneer haar zus Laura achter dit plan komt, doet ze er alles aan dit tegen te gaan. Dit gaat ten koste van haar relatie met haar zus, die de oplichter met heel haar hart vertrouwt.

## Rolverdeling
| Acteur            | Personage         |
| ----------------- | ----------------- |
| Conrad Nagel      | Dr. Dick Lindley  |
| Sidney Fox        | Marianne Madison  |
| Bette Davis       | Laura Madison     |
| Zasu Pitts        | Minnie            |
| Humphrey Bogart   | Valentine Corliss |
| Slim Summerville  | Sam               |
| Charles Winninger | Mr. Madison       |